# Orsonwelles malus
Espèce
Orsonwelles malus est une espèce d'araignées aranéomorphes de la famille des Linyphiidae.

## Distribution
Cette espèce est endémique de l'île Kauai, dans l'archipel de Hawaï,.

## Description
Les mâles mesurent de 8,74 à 10,66 mm et les femelles de 8,93 à 14,07 mm, ce qui en fait la plus grande Linyphiidae connue.

## Publication originale
- Hormiga, 2002 : Orsonwelles, a new genus of giant linyphiid spiders (Araneae) from the Hawaiian Islands. Invertebrate Systematics, vol. 16, p. 369-448 (texte intégral).